# Gindelbach
Gindelbach ist ein Gemeindeteil der Gemeinde Aurach im Landkreis Ansbach (Mittelfranken, Bayern). Gindelbach liegt in der Gemarkung Weinberg.

## Geographie
Das Dorf liegt an der Wieseth und am Hausbach, der im Ort als rechter Zufluss in die Wieseth mündet, in einer flachhügeligen Ebene bestehend aus Grünland mit einzelnem Baumbestand und Ackerfläche. 0,5 km nordöstlich liegt das Pfarrholz, 1 km südwestlich erhebt sich der Hafnerberg (505 m ü. NHN). Die Kreisstraße AN 36 führt nach Westheim (0,4 km südlich) bzw. nach Weinberg zur Staatsstraße 1066 (1,6 km nordwestlich). Ein Anliegerweg führt zur Schutzmühle (0,1 km westlich).

## Geschichte
Der Ort wurde im Jahr 845 erstmals urkundlich erwähnt. In dieser Urkunde bestätigte Kaiser Ludwig II., dass das Kloster Herrieden in „Ginwag im Sualafeldgau“ Besitzungen erworben hatte.
Gindelbach lag im Fraischbezirk des ansbachischen Oberamtes Feuchtwangen. 1732 bestand der Ort aus drei Anwesen. Grundherren waren das Stiftsverwalteramt Feuchtwangen (1 Hof) und das eichstättische Kastenamt Herrieden (1 Hof, 1 Gütlein). 1790 wurde für das Hochstift Eichstätt nur ein Anwesen erwähnt, 1800 waren es drei. Von 1797 bis 1808 unterstand der Ort dem Justiz- und Kammeramt Feuchtwangen.
Mit dem Gemeindeedikt (frühes 19. Jahrhundert) wurde Gindelbach dem Steuerdistrikt und der Ruralgemeinde Weinberg zugeordnet. Im Zuge der Gebietsreform in Bayern wurde diese am 1. Mai 1978 nach Aurach eingemeindet.

### Einwohnerentwicklung
| Jahr      | 001818 | 001840 | 001861 | 001871 | 001885 | 001900 | 001925 | 001950 | 001961 | 001970 | 001987 |
| Einwohner | 20     | 56     | 61     | 36     | 49     | 56     | 50     | 63     | 55     | 48     | 41     |
| Häuser    | 7      | 6      |        |        | 10     | 10     | 10     | 10     | 10     |        | 10     |
| Quelle    | [ 11 ] | [ 12 ] | [ 13 ] | [ 14 ] | [ 15 ] | [ 16 ] | [ 17 ] | [ 18 ] | [ 19 ] | [ 20 ] | [ 1 ]  |

## Religion
Der Ort ist römisch-katholisch geprägt und bis heute nach St. Peter und Paul (Aurach) gepfarrt. Die Einwohner evangelisch-lutherischer Konfession sind nach Feuchtwangen gepfarrt.